# Liste der Bischöfe und Erzbischöfe von Vercelli

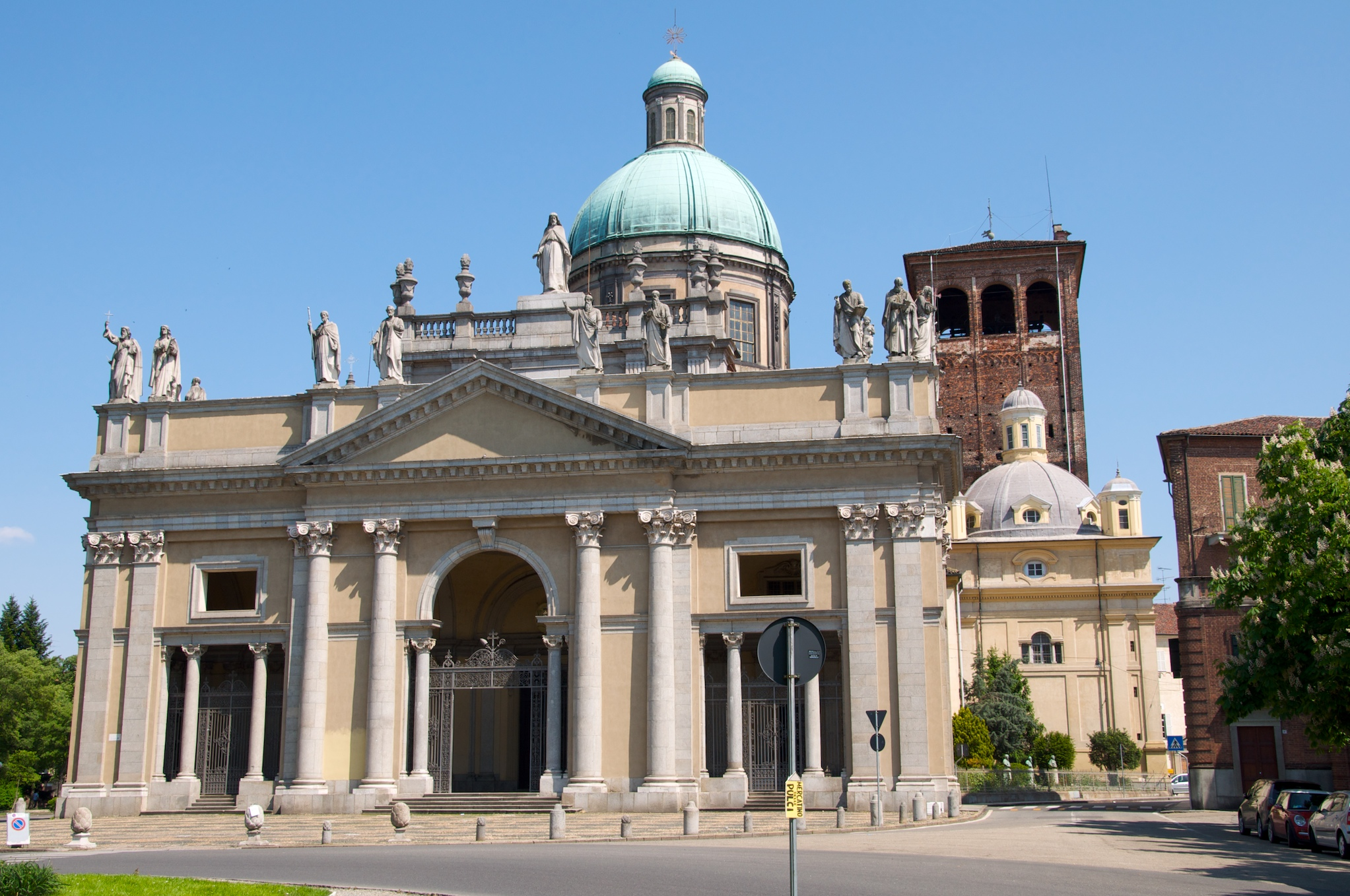
Dom Sant’Eusebio in Vercelli

Die folgenden Personen waren Bischöfe oder Erzbischöfe von Vercelli (Italien). Angegeben ist die Amtszeit.

## Bischöfe
- Heiliger Eusebius (345–371)
- Heiliger Limenius (371–396)
- Heiliger Onoratus (396–415)
- Heiliger Duscolius (415–430)
- Heiliger Didacus (?)
- Heiliger Albinus (415–451)
- Heiliger Giustinianus (435–452)
- Heiliger Simplicius (?–462)
- Heiliger Massimilianus (?–478)
- Heiliger Lanfrancus (490?)
- Heiliger Emiliano I. (501–503)
- Heiliger Eusebius II. (515–530)
- Heiliger Costanzus (530–?)
- Heiliger Flavianus (541)
- Heiliger Vedastus (554–?)
- Heiliger Tiberius (571–?)
- Heiliger Didacus ? (576?)
- Heiliger Berardus (589–?)
- Heiliger Filosofus (…..600?)
- Heiliger Bonosus (617–626)
- N.N. (?)
- Heiliger Cirillus (638–?)
- Heiliger Damianus (652?)
- Heiliger Emilianus II. (653?)
- N.N. (?)
- Heiliger Celsus (665?)
- Heiliger Theodor (679–680)
- N.N. (?)
- Heiliger Magnenzius (694?)
- N.N. (?)
- Heiliger Emilianus III. (707?)
- N.N. (?)
- Heiliger Rodolfo (?)
- Siegfried ? (?)
- Peregrinus ? (?)
- Krisantus (?)
- Buringus (?)
- Gisus (?)
- Cunipertus (827)
- Nottingus (830….)
- Norgaudus (844)
- Celsus (?)
- Giuseppe (?)
- Cospertus ? – (?)
- Aldagardus (864–867)
- Conspertus (879–880)
- Liutward von Vercelli (880–900/901) (Erzkanzler Karls III.)
- Ludmardus (900–901)
- Sebastian (901)
- Didacus (904–912)
- Norgandus – (?)
- Atto (924–960)
- Ingone (961–977?)
- Adalbert (978–997)
- Heiliger Peter I. (?)
- Reginfrid (997?)
- Leo (997–1026)
- Heiliger Peter II. (?)
- Ardericus (1026–1040)
- Gregor (1044–1077)
- Regennerus (?)
- Vennericus ? (?)
- Sigefred (?)
- Reinher (für 1091 verbürgt)
- Regembertus (1096–1098)
- Anselm (1111–1116)
- Azo (1116–1121)
- Ardizionus (1124–1127)
- Gisulphus (1133–1151)
- Uguzio (1151–1170)
- Lambertus (1170–1182)
- Guala Bicchieri (1182–1184)
- Heiliger Albertus (1185–1204)
- Lotherius (1205–1208)
- Aliprandus (1208–?)
- Gugliemus I. (?)
- Ugo de Sessa (1213–1235)
- Jacobus I. Carnarius (1236–1241)
- Martinus (1244–1268)
- Haimo (1268–1273)
- Reinerius (1273–1303)
- Ubertus (1310–1328)
- Lombardus De Turre (1328–1343)
- Emanuel (1343–1348)
- Johannes I. Fliscus (1348–1384)
- Jacobus II. (?)
- Ludovicus (1384–1406)
- Mattheus (1406–1412)
- Ibletus Ficus (1412–1437)
- Guglielmus II. (1437–1452)
- Johannes II. (1452–1456)
- Georgius De Giliaco (1456–1458)
- Amedeus De Nores (1458–1469)
- Urbanus Bonivardus (1469–1499)
- Giovanni Stefano Kardinal Ferrero (1499–1502)
- Giuliano Kardinal della Rovere (1502–1503; Administrator), danach Papst Julius II.
- Giovanni Stefano Kardinal Ferrero (1503–1509) (2. Amtszeit)
- Bonifacio Ferrero (1509–1511)
- Augustino Ferrero (1511–1536)
  - Bonifacio Ferrero (1536) (Administrator)
- Pier Francesco Kardinal Ferrero (1536–1561)
- Guido Luca Kardinal Ferrero (1569–1572)
- Giovanni Francesco Bonomi (1572–1587)
- Constanzo Kardinal de Sarano Torri (1587–1589)
- Conradus Ex Asinariis (1589–1590)
- Marcantonio Visia (1590–1599)
- Juan Esteban Ferrero, O. Cist. (1599)
- Giovanni Stefano II. Ferrero (1599–1610)
- Jacobus Goria (1611–1648)
- Hieronimus della Rovere (1660–1662)
- Michael Angelus (1663–1678)
- Victorius Augustinus (1679–1691)
- Johannes Maria (1692–1694)
- Johannes Antonius (1697–1700)
- Hieronimus Franciscus (1727–1728)
- Carlo Vincenzo Kardinal Ferreri (1730–1742)
- Johannes Petrus (1743–1768)
- Victorius Caietanus, auch Vittorio Maria Baldassare Gaetano Costa d’Arignano (1769–1778) (später Erzbischof von Turin)
- Carlo Kardinal Filippa della Martiniana (1779–1802)
- Johannes Baptista Conoveri (1803–1811)

## Erzbischöfe
- Johannes Maria (1817–1830)
- Alexander De Angennes (1832–1869)
- Matteo Fissore (1871–1889)
- Carlo Pampirio (1889–1904)
- Teodoro Valfrè di Bonzo (1905–1916)
- Giovanni Gamberoni (1917–1929)
- Giacomo Montanelli (1929–1944)
- Francesco Imberti (1945–1966)
- Albino Mensa (1966–1991)
- Tarcisio Bertone SDB (1991–1995)
- Enrico Masseroni (1996–2014)
- Marco Arnolfo (seit 2014)